# Lionel Sharples Penrose
Lionel Sharples Penrose (11 de junio de 1898 - 12 de mayo de 1972) fue un psiquiatra, médico geneticista, matemático y teórico de ajedrez británico, que realizó trabajos pioneros en la genética del retardo mental.
La ley de Penrose dice que el tamaño de la población de las cárceles y de los hospitales psiquiátricos están correlacionados inversamente, aunque esto es generalmente visto como una simplificación excesiva.